# Morčák velký
Morčák velký (Mergus merganser) je velký vrubozobý pták z čeledi kachnovití s rozsáhlým areálem. Hojně se vyskytuje na velkém území Evropy, Asie a Severní Ameriky (viz mapka níže).

## Popis
- Délka těla: 58–80 cm
- Rozpětí křídel: 100 cm
- Hmotnost: 1100–2000 g

Morčák velký je o něco větší než kachna divoká. Má dlouhé tělo, velkou hlavu a tenký, na konci zahnutý zobák s pilovitými okraji pro lepší uchopení kořisti.
Ve svatebním šatě má samec lesklou, tmavě zelenou hlavu, šedozelený hřbet, sněhově bílé boky a červené končetiny a zobák.
Samice není zdaleka tak výrazně zbarvena, ale i přesto působí půvabným dojmem hlavně díky odstávajícím perům v týle, která nejsou u samce tak nápadná. Je celá šedá s hnědou hlavou a stejně jako samec má červený zobák a končetiny. Po zbytek roku jsou obě pohlaví zbarvena stejně.

## Chování
Morčáka velkého nalezneme na jezerech a pomalu tekoucích řekách, velice často bývá chován jako okrasný pták v parkových jezírkách. Je částečně tažný, jedinci ze severoevropských oblastí na zimu migrují do střední a jižní Evropy, kde se zdržují od listopadu do března.
Mimo období rozmnožování se nijak neozývá, tokající samec však vydává hluboké „kerr kerr“.
Morčák je skvěle přizpůsoben k lovu ryb, dokáže poměrně rychle plavat i v 3metrových hloubkách a k jejich lepšímu uchopení má skvěle přizpůsobený zobák (viz popis). Jeho potravou se občas stávají i jiní vodní živočichové, nejčastěji měkkýši, korýši nebo slávky; pro mláďata je hlavní složkou potravy vodní hmyz.
Hnízdí od dubna do května a nejčastěji zahnizďuje v dutinách stromů, pod loděnicemi, na skalách nebo ve velkých dřevěných budkách. Ročně klade 6 až 17 vajec, na kterých sedí po dobu 30 – 35 dní. Mláďata se plně osamostatňují ve věku 60–70 dní.

## Poddruhy
- M. m. merganser – Evropa a severní část Asie.
- M. m. orientalis – Asie.
- M. m. americanus – Severní Amerika.

## Galerie

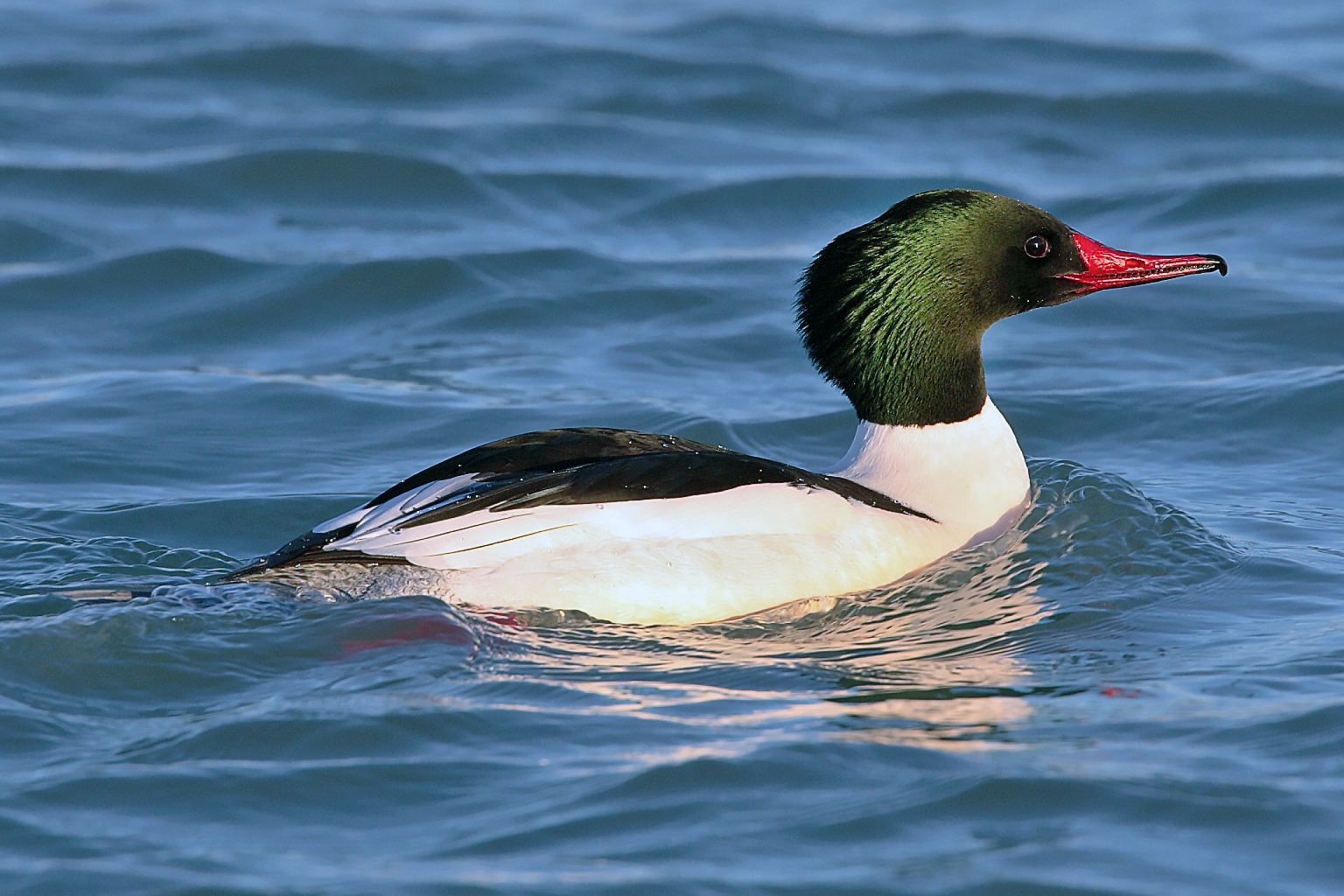
Samec
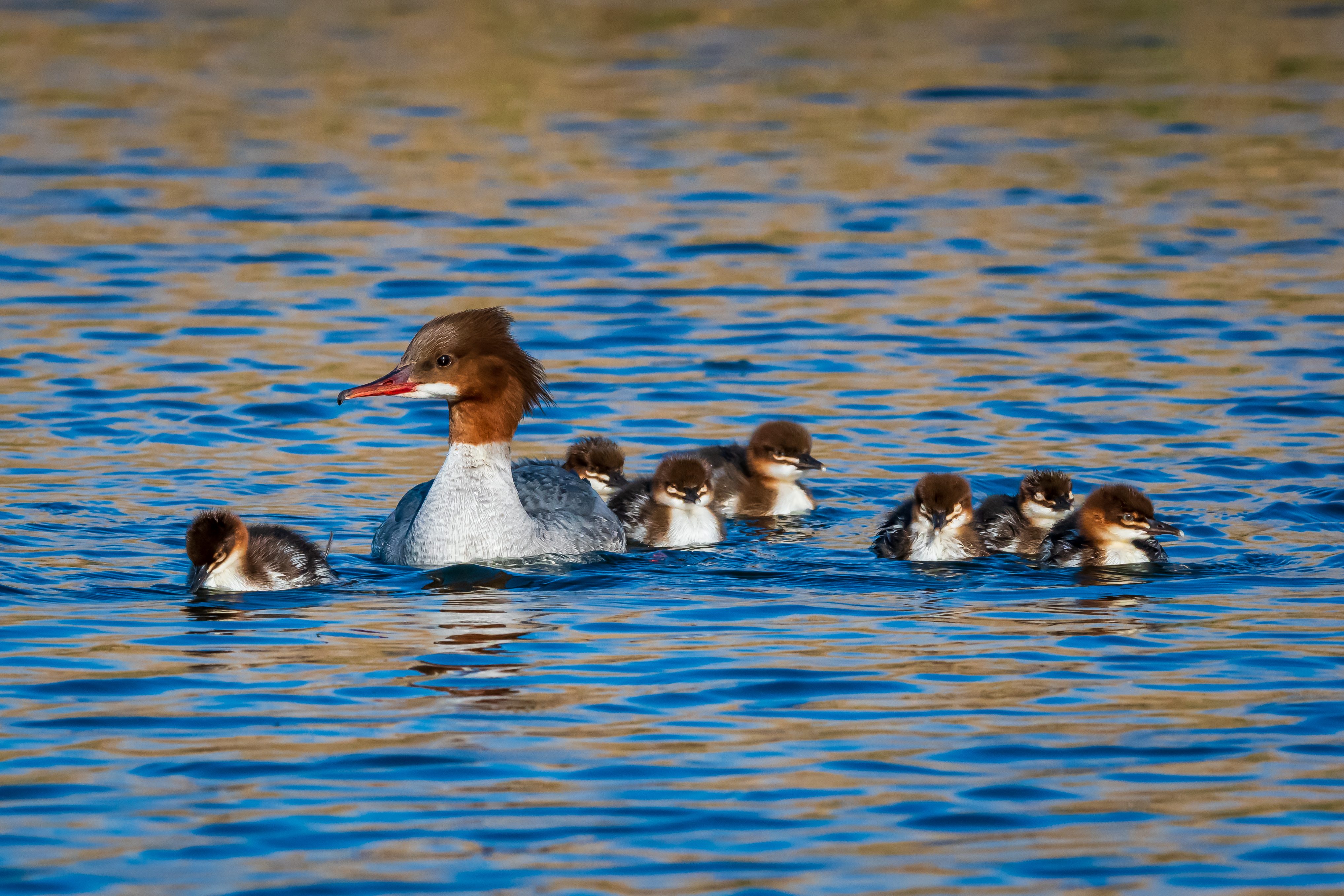
Samice s mláďaty
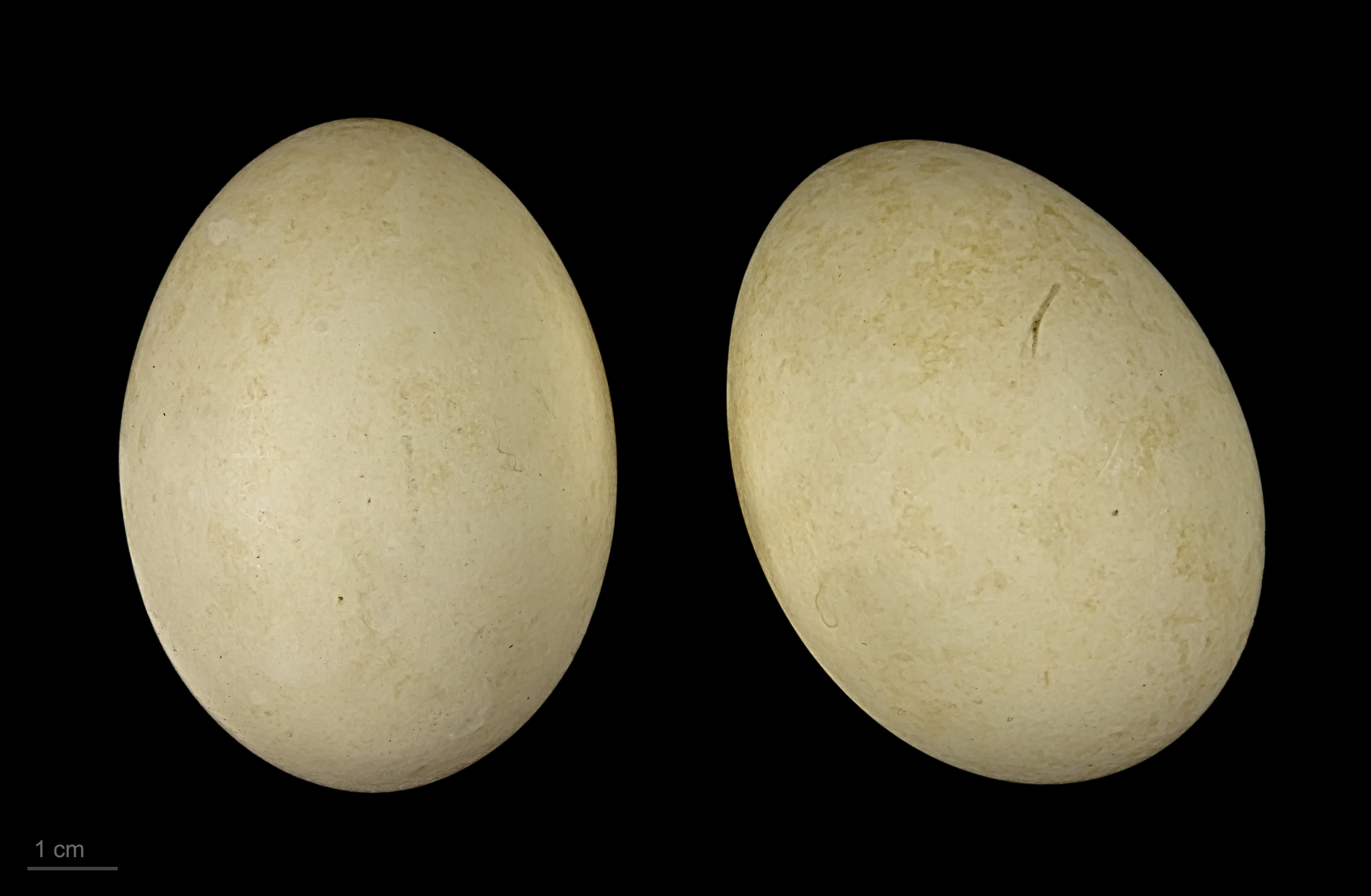
Vejce morčáka velkého